# Johannes Hahn
Johannes Hahn (født 2. december 1957 i Wien) er en østrigsk politiker, der har været EU-kommissær fra Østrig siden 2010. Han er kommissær for budget og administration i Von der Leyen-kommissionen fra 1. december 2019.
Han var EU-kommissær for europæisk naboskabspolitik og udvidelsesforhandlinger fra 2014 til 2019 i Juncker-kommissionen og EU-kommissær for regionalpolitik fra 2010 til 2014 i Barroso-kommissionen. Før han kom ind i Europa-Kommissionen var Hahn minister for videnskab og forskning i Østrig fra 2007 til 2010.
Han er medlem af Det Østrigske Folkeparti (ÖVP), som er tilsluttet Det Europæiske Folkeparti (EPP).

## Uddannelse og ungdomspolitik
Hahn studerede på universitetet i Wien og begyndte sin politiske karriere i ungdomsorganisationen for Det Østrigske Folkeparti (JVP), hvor han var formand for Wien-afdelingen fra 1980 til 1985. Han indtog en decideret proeuropæisk holdning på et tidspunkt, hvor mange i partiet var i tvivl om Østrigs optagelse i EU.

## Doktorafhandling
Hahn blev ph.d i filosofi fra universitetet i Wien i 1987. I maj 2007 anklagede medieforsker Stefan Weber Hahn for at have kopiere adskillige sider i sin ph.d.-afhandling fra andre bøger uden at citere dem korrekt. Det formodede plagiat blev ikke bekræftet af et ekspertudvalg fra Zürich Universitet, der undersøgte sagen. Andre akademikere var uenige i konklusionen. Universitetet i Wien undersøgte sagen, men besluttede ikke at starte en undersøgelsesprocedure, idet det udtalte, at Hahn aldrig præsenterede "andres intellektuelle ejendomsret" som sin egen. En fornyet påstand om plagiat dukkede op i februar 2011, da det østrigske grønne parlamentsmedlem Peter Pilz gav Stefan Weber til opgave at revurdere Hahns ph.d.-afhandling. I slutningen af maj 2011 offentliggjorde en ekspertgruppe sine resultater med en liste over 76 tilfælde af plagiat, som tilsammen tegner sig for mindst 17,2 % af Hahns 254 sider lange doktorafhandling. Hahn afviste anklagerne og hævdede, at de var "politisk motiverede, næppe overraskende og ikke relevante." I april 2011 bad universitetet i Wien det østrigske agentur for forskningsintegritet om at undersøge Hahns doktorafhandling. I november 2011 afgav universitetet en erklæring, der sagde, at efter universitetets opfattelse var Hahns doktorafhandling ikke plagiat. Universitetets prorektor tilføjede, at "i dag ville en sådan afhandling ikke blive accepteret". Agenturet baserede sin dom på rapporter fra tre eksterne eksperter. Hverken Agenturet for Forskningsintegritet eller Universitetet i Wien ville afsløre identiteten på de eksterne eksperter.

## Årene fra 1987 til 2007
Fra 1987 til 1989 arbejdede Hahn som generalsekretær for den østrigske lederforening og var aktiv i det østrigske føderale ungdomsråd (ÖBJR) og generalsekretariatet for Det Østrigske Folkeparti (ÖVP). I 1992 blev Hahn sekretær for Det Østrigske Folkeparti i Wien, og i 1996 blev han medlem af Wiens regionsråd, hvor han sad indtil 2003. I de samme år (1997-2003) var han medlem af bestyrelsen hos Novomatic, hvor han blev udnævnt til administrerende direktør i 2003. Novomatic er et international onlinespil-firma, grundlagt af milliardæren Johann Graf i 1980. Der er flere kontroverser om virksomheden (Novomatics datterselskab G. Matica i Italien; gambling i Polen; undersøgelser foretaget af det rumænske nationale antikorruptionsdirektorat).

## Minister for videnskab og forskning (2007-2010)
Johannes Hahn blev minister for videnskab og forskning 11. januar 2007 i den østrigske forbundsregering under forbundskansler Alfred Gusenbauer, derefter fra 2. december 2008 under Werner Faymann.

## EU-kommissær for regionalpolitik (2010-2014)
I november 2009 blev Hahn nomineret af den østrigske forbundsregering til at efterfølge Benita Ferrero-Waldner som medlem af Europa-Kommissionen fra Østrig.
Kommissionsformand Barroso udnævnte Hahn til EU-kommissær for regionalpolitik. Hahns udnævnelse til Europa-Kommissionen betød, at han måtte fratræde sin post som formand for Det Østrigske Folkeparti i Wien, da kommissærer i Barroso-kommission II ikke havde lov til at varetage politiske poster på nationalt plan, selvom partimedlemskab var tilladt.
Han blev to gange udnævnt til fungerende kommissær for retlige anliggende, grundlæggende rettigheder og medborgerskab i stedet for Viviane Reding, fra 19. april 2014 til 25. maj 2014, mens hun var på valgkampsorlov til valget til Europa-Parlamentet i 2014 og fra 1. juli 2014 til 16. juli 2014, da hun var valgt og indtog sin plads i parlamentet.

## EU-kommissær for naboskabs- og udvidelsesforhandlinger (2014-2019)
I Juncker-kommissionen blev Hahn nomineret til at føre tilsyn med Unionens udvidelses- og naboskabspolitikker. Han var desuden fungerende kommissær for regionalpolitik fra 3. juli 2019 efter kommissær Corina Crețu som blev valgt til Europa-Parlamentet.

## Privatliv
Hahn har en søn, født i 1988, fra et tidligere ægteskab. I 2022 blev han gift med tidligere vicekansler Susanne Riess.